# Spišské Vlachy
Spišské Vlachy és una ciutat d'Eslovàquia. Es troba a la regió de Košice, a l'est del país.

## Història
La primera referència escrita de la vila data del 1243.

## Demografia
| Godina             | 1994 | 2004   | 2014   | 2024   |
| ------------------ | ---- | ------ | ------ | ------ |
| Nombre de persones | 3434 | 3550   | 3577   | 3295   |
| Diferència         |      | +3,37% | +0,76% | −7,88% |

| Godina             | 2023 | 2024   |
| ------------------ | ---- | ------ |
| Nombre de persones | 3300 | 3295   |
| Diferència         |      | −0,15% |